# We Got the Power
Singles de Loreen
Crying Out Your Name
(2012) Son
(2014)
We Got The Power est une chanson de la chanteuse suédoise Loreen . Elle a été publiée en Suède et au Royaume-Uni en téléchargement numérique par le label Warner Music Sweden le 15 mai 2013. Il s'agit de son cinquième et premier single extrait de son deuxième album à paraître. Loreen interpréta la chanson lors de la finale du Concours Eurovision de la chanson 2013 au Malmö Arena à Malmö.

## Performances en direct
Le 18 mai 2013, Loreen interpréta la chanson pour la première fois en direct lors de la finale du Concours Eurovision de la chanson 2013, elle y interpréta également sa chanson gagnante de l'Eurovision 2012, Euphoria, ainsi que My Heart Is Refusing Me .

## Listes des pistes
| 1. | We Got the Power | 3:27 |

| 1. | We Got the Power         | 3:27 |
| 2. | We Got the Power (Remix) | 3:12 |

## Historique de sortie
| Pays        | Date        | Format                   | Label               |
| ----------- | ----------- | ------------------------ | ------------------- |
| Suède       | 15 mai 2013 | Téléchargement numérique | Warner Music Sweden |
| Royaume-Uni | 15 mai 2013 | Téléchargement numérique | Warner Music Sweden |